# El señor Presidente (película de 1969)
El señor Presidente es una película filmada en blanco y negro en Argentina, dirigida por Marcos Madanes  según su propio guion sobre la novela homónima de Miguel Ángel Asturias, que se produjo en 1969 y no fue estrenada comercialmente. Tuvo como protagonistas a Luis Brandoni, Alejandra Da Passano, Pedro Buchardo y Nelly Prono.
Otras versiones de la misma novela fueron El Señor Presidente, coproducción de Cuba, Francia y Nicaragua, dirigida en 1983 por Manuel Octavio Gómez, y Señor Presidente, película de Venezuela, dirigida en 2007 por Rómulo Guardia.

## Sinopsis
Película sobre un dictador latinoamericano y su entorno.

## Reparto
- Luis Brandoni
- Alejandra Da Passano
- Pedro Buchardo
- Nelly Prono
- Margarita Corona
- Adela Gleijer
- Alberto Mazzini

## Comentario
La película fue seleccionada para ser exhibida en el Festival Internacional de Cine de Venecia y allí fue objeto de duras críticas adversas. El propio Asturias, disconforme con el filme, pidió el retiro del mismo aduciendo que no había contrato que autorizara la filmación, si bien en realidad lo había de diciembre de 1963 cuando se planeaba hacerla para televisión.